# Villa de Leyva
Villa de Leyva (soms Villa de Leiva) is een koloniaal stadje en een gemeente veertig kilometer ten westen van Tunja, in het Colombiaanse departement Boyacá.
Er wonen zo'n vierduizend mensen. Villa de Leyva wordt beschouwd als een van de mooiste koloniale plaatsen in Colombia en de stad werd op 17 december 1954 tot nationaal monument verklaard teneinde de kenmerkende architectuur te behouden.
De gemeente bevindt zich in een hoge vallei (2144 meter hoog) waar fossielen uit het Mesozoïcum en het Krijt gevonden worden.
Villa de Leyva werd op 12 juni 1572 gesticht door Hernán Suarez de Villalobos en genoemd naar de eerste regent van Nieuw-Granada, Andrés Díaz Venero de Leyva.
Tussen de vele bezienswaardighede zijn het Grote Plein (Plaza Mayor) waar behalve de kerk vele restaurants te vinden zijn. Er zijn ook winkels die handgemaakte kunst en voorwerpen verkopen. De meeste straten in het centrum zijn gemaakt van dezelfde soort stenen als in koloniale tijden.
In de nabije omgeving van de stad zijn verschillende attracties te vinden, waaronder een fossielenmuseum (El fosil) met een bijna compleet fossiel van een kronosaurus en een astronomisch observaterium uit de Muisca-cultuur, "El Infiernito". Er is op vijftien kilometer afstand een groep van zeven watervallen, die La Periquera heten.
Een gedeelte van de film Cobra Verde van Werner Herzog werd in Ville de Leyva opgenomen.

## El Infiernito
Toen de Spanjaarden aan het begin van de zestiende eeuw Zuid-Amerika binnentrokken vonden ze hier een stenen constructie die ze "El Infiernito" (Kleine hel) noemden. Het was een uitzonderlijke constructie van de Muisca-indianen, uitzonderlijk omdat het de enige stenen constructie van deze bevolkingsgroep die is gevonden. Alle andere constructies waren van hout en zijn inmiddels vergaan. "El Infiernito" was waarschijnlijk een astronomisch observatorium dat werd gebruikt om het traject van de zon te volgen. Het object bestaat uit enkele rijen opgerichten stenen kolommen, waarvan sommige fallische symbolen lijken te zijn.

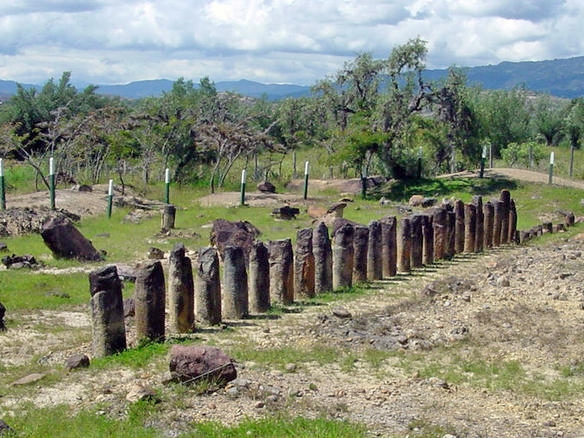
El Infiernito

## Toerisme in Villa de Leyva
Villa de Leyva is een van de beste paleontologische vindplaatsen voor het prehistorische zeeleven ter wereld. De meest bekende paleontologische vindplaats is El Fósil, een bijna compleet skelet van een Kronosaurus, een gigantische marien reptiel. Het fossiel blijft in de grond precies waar het werd gevonden met een door de gemeenschap gerund museum eromheen.
Casa Terracotta een fascinerend bezoek. Dit huis is volledig gemaakt van klei, volgens de traditionele inheemse stijl. In feite was dit een privéwoning, maar de architect en eigenaar besloten er een toeristische attractie van te maken omdat er toch zoveel mensen kwamen kijken! Het is een fascinerend uitziende structuur die kunst, architectuur en duurzaamheid combineert 
Andere bezienswaardigheden in de buurt zijn de Pozos Azules, een reeks kleine meren waar plankton en algen groeien om het een nette kleur te geven. Hier kunt u ook een quad of paardrijtocht maken. Er zijn ook verschillende wijngaarden in de buurt van Villa de Leyva.
- Library of Congress Control Number: n81094934
- Nationale Bibliotheek van Israël: 987007552867505171
- Virtual International Authority File: 149625308